# Drăgușeni (gmina w okręgu Botoszany)
Drăgușeni – gmina w Rumunii, w okręgu Botoszany. Obejmuje miejscowości Drăgușeni, Podriga i Sarata-Drăgușeni. W 2011 roku liczyła 2556 mieszkańców.